# Een hartstocht
Een hartstocht (Zweeds: En passion) is een Zweedse dramafilm uit 1969 onder regie van Ingmar Bergman.

## Verhaal
Andreas Winkelman gaat na zijn huwelijksperikelen wonen op een afgelegen eiland. Hij ontmoet er een echtpaar en hun logee, die ook problemen hebben. Hij krijgt achtereenvolgens verhoudingen met de beide vrouwen, die worden beïnvloed door geheimzinnige uitbarstingen van geweld op het eiland en oorlogsberichten over Vietnam en Biafra.

## Rolverdeling
| Acteur           | Personage         |
| ---------------- | ----------------- |
| Max von Sydow    | Andreas Winkelman |
| Liv Ullmann      | Anna Fromm        |
| Bibi Andersson   | Eva Vergerus      |
| Erland Josephson | Elis Vergerus     |
| Erik Hell        | Johan Andersson   |
| Sigge Fürst      | Verner            |